# Jesse Ventura
Jesse Ventura (ur. 15 lipca 1951 w Minneapolis, Minnesota jako James George Janos) – amerykański polityk, emerytowany zawodowy wrestler, gubernator stanu Minnesota w latach 1999–2003. Pokonując, jako niezależny kandydat w wyborach 1998, kandydatów demokratów i republikanów, stał się następnie najpopularniejszym gubernatorem w historii stanu, osiągając w rankingach popularności poziom 73%. Nie ubiegał się o drugą kadencję. Podczas wyborów prezydenckich w 2012 poparł kandydaturę Gary’ego Johnsona.
Jego rodzicami są: Bernice Martha (z domu Lenz) oraz George William Janos. Rodzice ojca Ventury pochodzą z terenu obecnej Słowacji, natomiast matka ma niemieckie korzenie.
Zagrał drugoplanowe role w kilku filmach, w tym Predator (1987), Uciekinier (1987), Człowiek demolka (1993), Batman i Robin (1997) i Mistrz kamuflażu (2002).
Wyraża pozytywne opinie o teoriach spiskowych o zamachach z 11 września 2001. Swoje wątpliwości, dotyczące przebiegu tych wydarzeń opisywanych powszechnie w mediach, wyraził między innymi w książce zatytułowanej Don’t Start the Revolution Without Me! (tłum. Nie zaczynajcie rewolucji beze mnie!) oraz w licznych wywiadach i filmach TRU TV, w których podjął się próby przeprowadzenia dochodzenia.

## Filmografia
| Rok  | Tytuł                                                | Rola                    |
| ---- | ---------------------------------------------------- | ----------------------- |
| 1987 | Predator                                             | Blain Cooper            |
| 1987 | Uciekinier                                           | kapitan Freedom         |
| 1989 | Thunderground                                        | mężczyzna               |
| 1990 | Abraxas, Guardian of the Universe                    | Abraxas                 |
| 1990 | Egzorcysta 2½                                        | w roli samego siebie    |
| 1991 | Tagteam                                              | Bobby Youngblood        |
| 1991 | Rykoszet                                             | Chewalski               |
| 1993 | Living and Working in Space: The Countdown Has Begun | testowany DMV           |
| 1993 | Człowiek demolka                                     | CryoCon                 |
| 1994 | Pierwsza liga II                                     | w roli samego siebie    |
| 1997 | Batman i Robin                                       | strażnik w Azylu Arkham |
| 2002 | Mistrz kamuflażu                                     | w roli samego siebie    |
| 2005 | Olimpiada (The Ringer)                               | mówca motywacyjny       |
| 2008 | Borders (film krótkometrażowy)                       | Conrad                  |
| 2010 | Woodshop                                             | Pan Madson              |
| 2014 | The Drunk                                            | gubernator Littleton    |